# Казанджик (село)
Казанджик (рум. Cazangic, до 1940 — Бергдорф (нем. Bergdorf))  — село в Леовском районе Молдавии. Является административным центром коммуны Казанджик, включающей также сёла Фрумушика и Селиште.

## География
Село расположено на высоте 41 метров над уровнем моря.

## Население
По данным переписи населения 2004 года, в селе Казанджик проживает 961 человек (488 мужчин, 473 женщины).
Этнический состав села:
| Национальность | Число жителей | Процентный состав |
| -------------- | ------------- | ----------------- |
| молдаване      | 930           | 96.77             |
| цыгане         | 18            | 1.87              |
| румыны         | 5             | 0.52              |
| болгары        | 4             | 0.42              |
| русские        | 2             | 0.21              |
| украинцы       | 1             | 0.1               |
| гагаузы        | 1             | 0.1               |
| Всего          | 961           | 100%              |